# Ministrowie stanu Monako
Minister stanu Monako jest faktycznym szefem rządu Monako, przewodniczącym czteroosobowej Rady Rządowej.
Jest zawsze obywatelem Francji. Do 2004 nominowany był przez Księcia Monako spośród trzech kandydatów przedstawionych przez rząd francuski. Od 2004, w wyniku reformy politycznej przeprowadzonej w Monako przed jego wejściem do Rady Rządowej, jest nominowany przez Księcia Monako bez udziału strony francuskiej. Pierwszym ministrem stanu mianowanym w ten sposób był Jean-Paul Proust w 2005.

## Lista Ministrów Stanu Monako
- tymczasowo

| #  | Imię i Nazwisko                      | Portret | Kadencja             | Kadencja             | Partia polityczna | Partia polityczna |
| #  | Imię i Nazwisko                      | Portret | Od                   | Do                   | Partia polityczna | Partia polityczna |
| -- | ------------------------------------ | ------- | -------------------- | -------------------- | ----------------- | ----------------- |
| 1  | Émile Flach (1860–1959)              |         | luty 1911            | grudzień 1917        |                   | Bezpartyjny       |
| –  | Georges Jaloustre (1875–1922)        |         | styczeń 1918         | luty 1919            |                   | Bezpartyjny       |
| 2  | Raymond Le Bourdon (1861–1937)       |         | 19 lutego 1919       | 11 sierpnia 1923     |                   | Bezpartyjny       |
| 3  | Maurice Piette (1871–1953)           |         | 11 sierpnia 1923     | luty 1932            |                   | Bezpartyjny       |
| –  | Henry Mauran (1899–1983)             |         | luty 1932            | czerwiec 1932        |                   | Bezpartyjny       |
| 4  | Maurice Bouilloux-Lafont (1875–1937) |         | czerwiec 1932        | czerwiec 1937        |                   | Bezpartyjny       |
| –  | Henry Mauran (1899–1983)             |         | czerwiec 1937        | sierpień 1937        |                   | Bezpartyjny       |
| 5  | Émile Roblot (1886–1963)             |         | 15 września 1937     | 29 września 1944     |                   | Bezpartyjny       |
| –  | Pierre Blanchy (1897–1981)           |         | 29 września 1944     | 13 października 1944 |                   | Bezpartyjny       |
| 6  | Pierre de Witasse (1878–1956)        |         | 13 października 1944 | grudzień 1948        |                   | Bezpartyjny       |
| –  | Pierre Blanchy (1897–1981)           |         | 4 stycznia 1949      | 12 lipca 1949        |                   | Bezpartyjny       |
| 7  | Jacques Rueff (1896–1978)            |         | 12 lipca 1949        | 1 sierpnia 1950      |                   | Bezpartyjny       |
| 8  | Pierre Voizard (1896–1982)           |         | 1 sierpnia 1950      | 2 września 1953      |                   | Bezpartyjny       |
| 9  | Henry Soum (1899–1983)               |         | 15 listopada 1953    | 12 lutego 1959       |                   | Bezpartyjny       |
| 10 | Émile Pelletier (1898–1975)          |         | 12 lutego 1959       | 23 stycznia 1962     |                   | Bezpartyjny       |
| –  | Pierre Blanchy (1897–1981)           |         | 23 stycznia 1962     | 16 sierpnia 1963     |                   | Bezpartyjny       |
| 11 | Jean Émile Reymond (1912–1992)       |         | 16 sierpnia 1963     | 29 grudnia 1966      |                   | Bezpartyjny       |
| 12 | Paul Demange (1906–1970)             |         | 29 grudnia 1966      | 1 kwietnia 1969      |                   | Bezpartyjny       |
| 13 | François-Didier Gregh (1906–1992)    |         | 1 kwietnia 1969      | 24 maja 1972         |                   | Bezpartyjny       |
| 14 | André Saint-Mleux (1920–2012)        |         | 24 maja 1972         | lipca 1981           |                   | Bezpartyjny       |
| 15 | Jean Herly (1929–1998)               |         | lipiec 1981          | 16 września 1985     |                   | Bezpartyjny       |
| 16 | Jean Ausseil (1925–2001)             |         | 16 września 1985     | 16 lutego 1991       |                   | Bezpartyjny       |
| 17 | Jacques Dupont (1929–2002)           |         | 16 lutego 1991       | 2 grudnia 1994       |                   | Bezpartyjny       |
| 18 | Paul Dijoud (ur. 1938)               |         | 2 grudnia 1994       | 3 lutego 1997        |                   | Bezpartyjny       |
| 19 | Michel Lévêque (ur. 1933)            |         | 3 lutego 1997        | 5 stycznia 2000      |                   | Bezpartyjny       |
| 20 | Patrick Leclercq (ur. 1938)          |         | 5 stycznia 2000      | 1 maja 2005          |                   | Bezpartyjny       |
| 21 | Jean-Paul Proust (1940–2010)         |         | 1 maja 2005          | 29 marca 2010        |                   | Bezpartyjny       |
| 22 | Michel Roger (ur. 1949)              |         | 29 marca 2010        | 16 grudnia 2015      |                   | Bezpartyjny       |
| –  | Gilles Tonelli (ur. 1957)            |         | 16 grudnia 2015      | 1 lutego 2016        |                   | Bezpartyjny       |
| 23 | Serge Telle (ur. 1955)               |         | 1 lutego 2016        | 31 sierpnia 2020     |                   | Bezpartyjny       |
| 24 | Pierre Dartout (ur. 1954)            |         | 1 września 2020      | 2 września 2024      |                   | Bezpartyjny       |
| 25 | Didier Guillaume (1959–2025)         |         | 2 września 2024      | 17 stycznia 2025†    |                   | Bezpartyjny       |
| –  | Isabelle Berro-Amadeï (ur. 1965)     |         | 17 stycznia 2025     | 21 lipca 2025        |                   | Bezpartyjny       |
| 26 | Christophe Mirmand (ur. 1961)        |         | 21 lipca 2025        | nadal                |                   | Bezpartyjny       |